# (144333) Marcinkiewicz
(144333) Marcinkiewicz est un astéroïde de la ceinture principale.

## Description
(144333) Marcinkiewicz est un astéroïde de la ceinture principale. Il fut découvert le 20 février 2004 à Altschwendt par Wolfgang Ries. Il présente une orbite caractérisée par un demi-grand axe de 2,69 UA, une excentricité de 0,15 et une inclinaison de 13,0° par rapport à l'écliptique.

## Compléments